# Софія Бранденбург-Ансбаська (1614—1646)
Софія Бранденбург-Анбаська (нім. Sophie von Brandenburg-Ansbach, 10 січня 1614 — 3 грудня 1646) — принцеса Бранденбург-Анбаська з роду Гогенцоллернів, донька маркграфа Бранденбург-Ансбаху Йоакіма Ернста та графині Зольмс-Лаубахської Софії, дружина спадкоємного князя Бранденбург-Байройту Ердманна Августа.

## Біографія
Народилась 10 січня 1614 року в Анбаському замку. Стала первістком в родині маркграфа Бранденбург-Ансбаху Йоакіма Ернста та його дружини Софії Зольмс-Лаубахської, з'явившись на світ на другий рік їхнього подружнього життя. Згодом сімейство поповнилося чотирма молодшими синами, з яких дорослого віку досягли Фрідріх і Альбрехт.
Втратила батька в 11-річному віці, коли той раптово помер від інсульту. Матір більше не одружувалася, виконувала функції регента при Фрідріхові, а згодом — при Альбрехтові. Від 1639 року останній правив у маркграфстві самостійно.

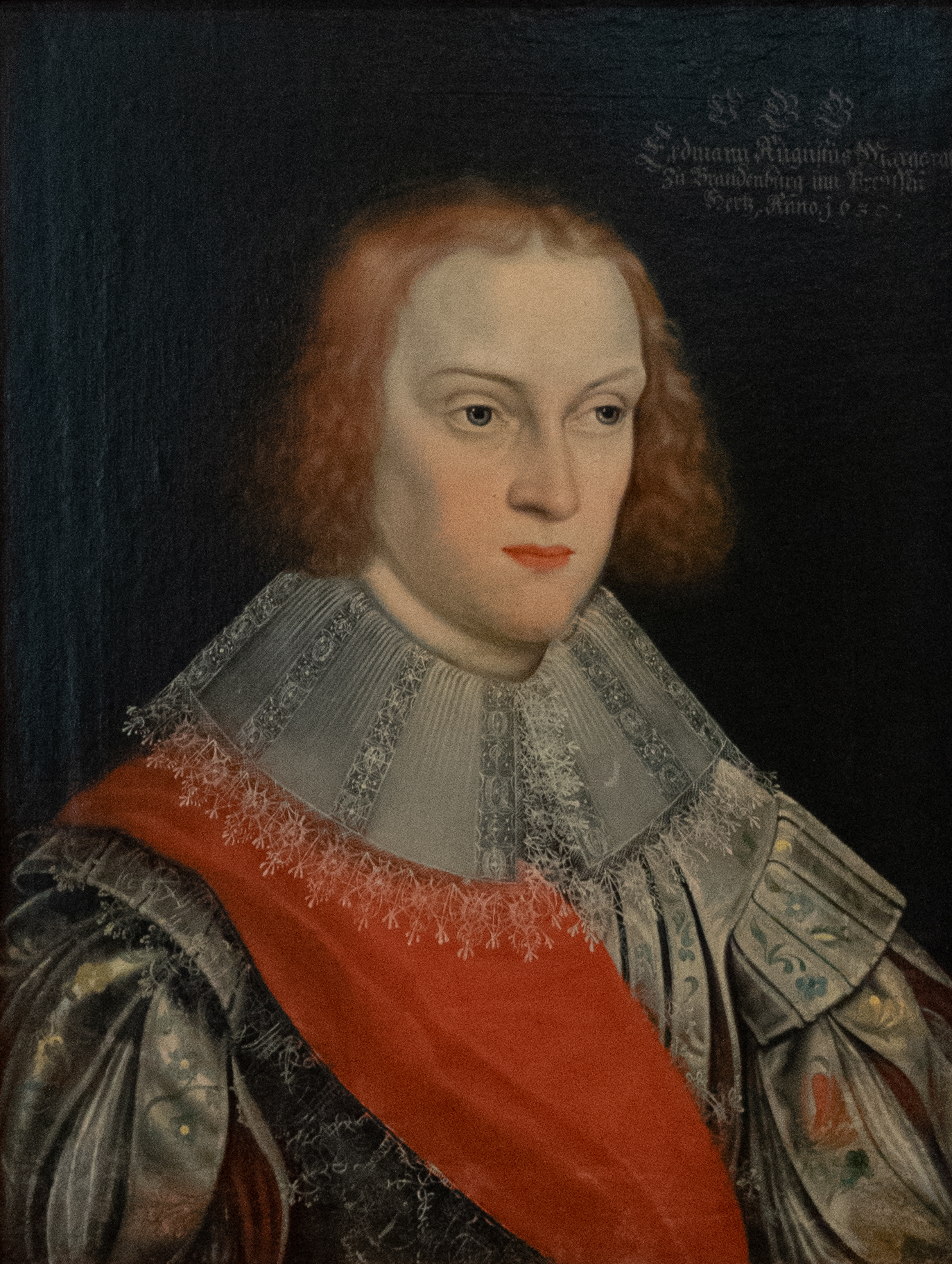
Портрет Ердманна Августа

У віці 27 років Софія стала дружиною свого кузена, 26-річного спадкоємного принца Бранденбург-Байройту Ердманна Августа. Весілля відбулося 8 грудня 1641 року в Ансбаху. За два роки народився єдиний син подружжя:
Померла 3 грудня 1646 року у Байройті. Була похована у місцевій кірсі.
Ердманн Август сподівався узяти другий шлюб із донькою герцога Мекленбург-Шверіну, однак сам раптово пішов з життя від «грудної гарячки», так і не вступивши на престол.

## Родина
Чоловік  — Ердманн Август
Діти:
- Крістіан Ернст (1644—1712) — маркграф Бранденбург-Байройту у 1655—1712 роках, був тричі одруженим, мав шестеро дітей від другого шлюбу.